# Clube Atlético Lençoense/Bariri
Il Clube Atlético Lençoense/Bariri, meglio noto come CAL/Bariri, è una società calcistica brasiliana con sede nella città di Bariri, San Paolo.

## Storia
Il club è stato fondato il 12 dicembre 1943, con il nome di Clube Atlético Lençoense, nella città di Lençóis Paulista. Ha vinto il Campeonato Paulista Série A3 nel 1983. Ha cambiato nome in Clube Atlético Lençoense/Bariri nel 2009, dopo essersi trasferito a Bariri a causa di problemi politici con il comune di Lençóis Paulista.

## Palmarès

### Competizioni statali
- Campeonato Paulista Série A3: 1

1983